# No One's Gone
«Nadie se ha Ido» —título original en inglés: «No One's Gone»— es el octavo episodio cuarta temporada y final de mitad de temporada de la serie de televisión posapocalíptica, horror Fear the Walking Dead. Se estrenó el 10 de junio de 2018. Estuvo dirigido por Michael Satrazemis y en el guion estuvieron a cargo de Andrew Chambliss & Ian Goldberg.
Este episodio marca la aparición regular final de Kim Dickens (Madison Clark), quien ha sido la protagonista de la serie desde que comenzó la serie, ya que su destino se reveló en este episodio después de aparecer en flashbacks en esta temporada.

## Trama
Algún tiempo después de la destrucción de la presa González, Madison conoce a Althea, a quien intenta robar sin éxito. Madison finalmente le cuenta una historia de cuando sus hijos eran pequeños y explica cómo está tratando de proteger su inocencia. A su partida, Althea le da a Madison comida, una radio y un mapa, lo que le permite encontrar a sus hijos. La amabilidad de Althea inspira a Madison a formar la comunidad del estadio, pero Althea nunca se entera del nombre de Madison. En el presente, Naomi y Morgan luchan por conseguir suministros para salvar la vida de John, mientras que Althea y Charlie se enfrentan a un ataque del grupo de Alicia. La posterior revelación de que Althea conoció a Madison y la intervención de Morgan convence a Alicia de detener su camino de venganza. Por la noche, el grupo de Alicia termina contando su historia sobre la caída del estadio, incluyendo cómo todos los demás murieron cuando intentaron huir y fueron invadidos. Se revela que Madison llevó a los infectados al estadio para contener a la manada y darles a sus hijos, Strand y Luciana la oportunidad de sobrevivir. Madison finalmente incendia la manada dentro del estadio, sacrificándose para salvar a los demás. En honor a la memoria de Madison, Althea nombra la historia en su honor y el grupo comparte los mismos fideos que le dio a Madison cuando se conocieron.

## Recepción

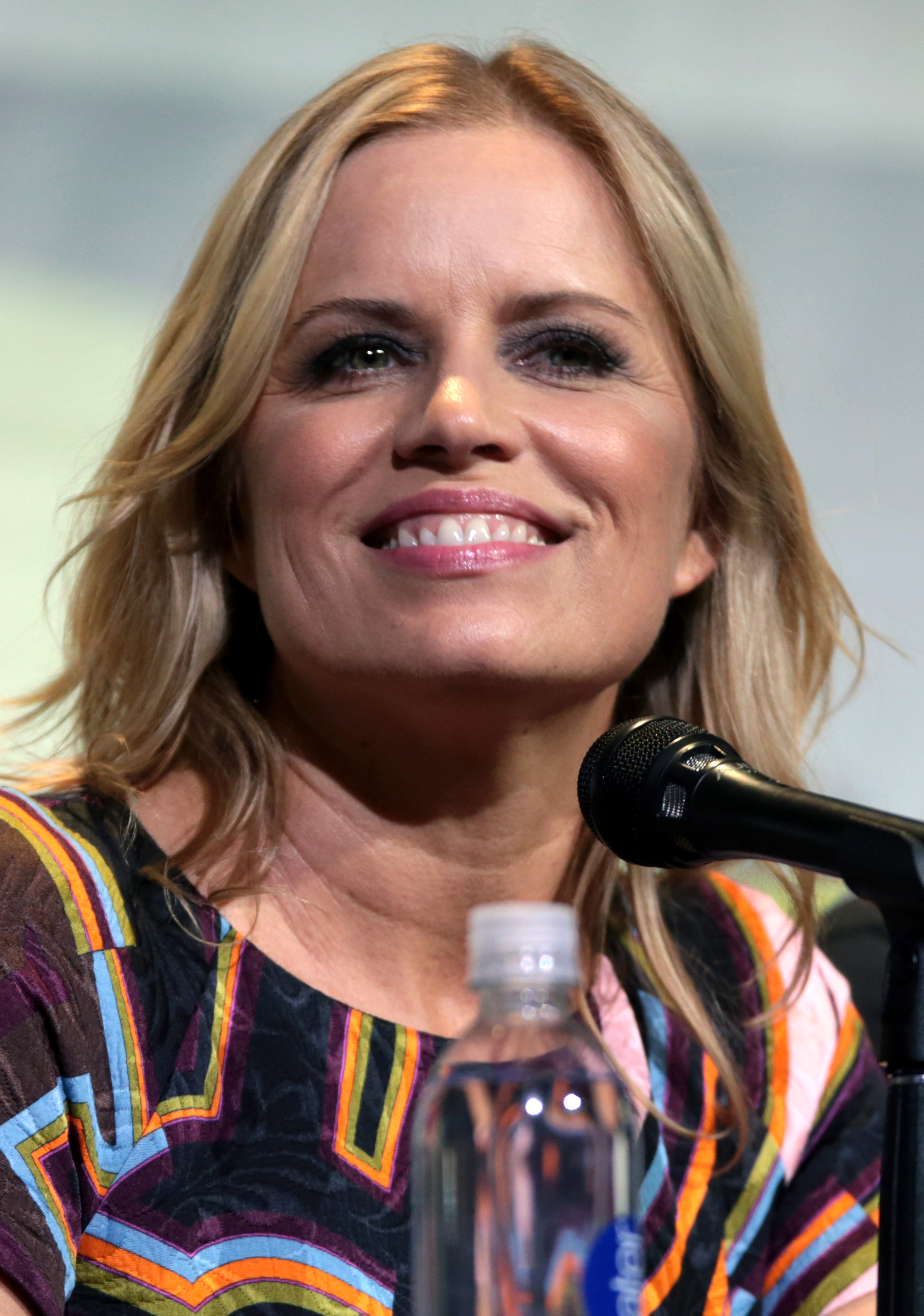
Kim Dickens hace su última aparición regular como Madison Clark

"No One's Gone" recibió críticas mixtas de los críticos, y la muerte de Madison recibió críticas. En Rotten Tomatoes, "No One's Gone" obtuvo una calificación del 67%, con una puntuación promedio de 8.0/10 basada en 9 reseñas.

### Calificaciones
El episodio fue visto por 2,32 millones de espectadores en los Estados Unidos en su fecha de emisión original, por encima de las calificaciones del episodio anterior de 1,97 millones de espectadores.